# Аддамс, Кальперния
Кальперния Аддамс (англ. Calpernia Sarah Addams, род. 20 февраля 1971, Нашвилл) — американская актриса, музыкант, оратор и активистка в области прав и проблем трансгендеров.

## Ранние годы
Детство Аддамс прошло в Нэшвилле, штат Теннесси, США. Она служила санитаром в госпитале на флоте. В последний год службы в армии она объявила себя трансгендерной женщиной. Аддамс выбрала имя «Кальперния» из пьесы Уильяма Шекспира «Юлий Цезарь» (вариант написания имени жены Цезаря Кальпурния) и из-за его появления на надгробии в фильме «Семейка Аддамс».

## Карьера

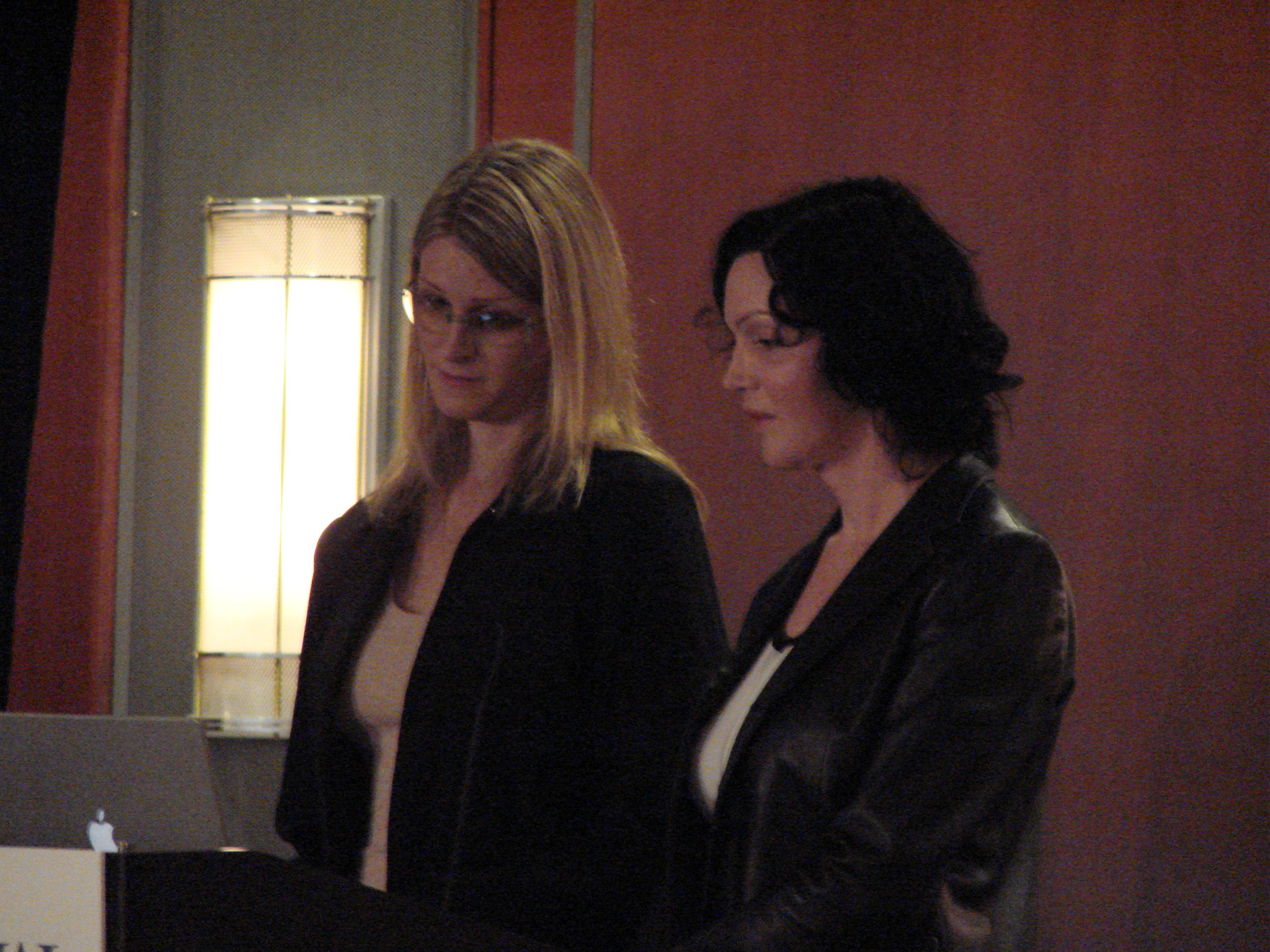
Аддамс и Андреа Джеймс на саммите Out and Equal Workplace Summit

В 2002 году вместе с Андреа Джеймс она основала Deep Stealth Productions в Голливуде. Deep Stealth создаёт образовательные и развлекательные материалы, посвящённые вопросам гендерной идентификации и опыту людей разных гендеров. Аддамс и Джеймс тренировали Фелисити Хаффман для её номинированной на премию Оскар роли трансгендерной женщины в фильме «Трансамерика».
Во время дебюта «Солдатской девушки» на кинофестивале «Сандэнс» Аддамс познакомилась с Джейн Фонда, чей сын Трой Гэрити играл Уинчелла. Фонда предложила Аддамс поставить полностью трансгендерную постановку «Монологов вагины». Это должно было внести средства и помочь повысить осведомлённость о насилии в отношении женщин; это стало предметом документального фильма 2006 года «Красивые дочери».
11 февраля 2008 года на Logo TV дебютировало реалити-шоу под названием «Трансамериканская история любви», в котором Аддамс выбирает одного из восьми женихов.
В апреле 2008 года Аддамс выступила вместе с Фондой, Гленн Клоуз, Сальмой Хайек, Алишей Киз и другими в постановке «Монологи вагины», посвящённой десятой годовщине, в Луизиана Супердоум.
В мае 2008 года PFLAG (Родители, семьи и друзья лесбиянок и геев) выбрала Аддамс в качестве представителя PFLAG для своей образовательной кампании This Is Our Love Story. Аддамс сказала: «Я надеюсь, что This Is Our Love Story поможет молодым трансгендерам, когда они признаются. Увидев счастливую, уверенную в себе женщину, которой я стала, я надеюсь, что смогу стать образцом для подражания для этих молодых людей в критический момент их развития». Аддамс ведёт блог о гендерных проблемах для Psychology Today.
Аддамс выпустила сингл «Stunning», доступный на iTunes. Аддамс выступила сопродюсером песни Уиллам Белли "The Vagina Song" из её дебютного альбома The Wreckoning и снялась в эпизодической роли в видеоклипе на эту песню.
В 2015 году Аддамс появилась на международной премьере новой пьесы Пола Лукаса «Trans Scripts» на Эдинбургском фестивале Fringe в Шотландии. Спектакль получил 24 четырёх- и пятизвёздочных рецензии, награду Fringe First Award, высокую оценку от Amnesty International и вошёл в шорт-лист Feminist Fest Award, Best of Edinburgh Award, и Театральной премии Холден-Стрит.

## Личная жизнь
В 1999 году, работая исполнительницей, Аддамс начала встречаться с военнослужащим Бэрри Уинчеллом. Слухи об отношениях распространились на армейской базе Уинчелла, где его преследовали сослуживцы и в конечном итоге убили. Убийство Уинчелла и последующий суд привели к широкой огласке в прессе и официальному пересмотру военной политики США «Не спрашивай, не говори» по приказу президента Билла Клинтона. Этот случай стал ярким примером, иллюстрирующим неспособность принципа «Не спрашивай, не говори» защитить военнослужащих ЛГБТ. Роман Аддамс и Уинчелла и преступления их обидчиков показаны в фильме «Солдатская девушка», вышедшем на экраны в 2003 году. Аддамс сыграл Ли Пейс. В последовавшей статье The New York Times «Неудобная женщина» задокументирована маргинализация и искажение трансгендерной сексуальности даже активистами за права ЛГБТ.

## Произведения
- Calpernia Addams, Mark 947: A Life Shaped by God, Gender, and Force of Will (Writers Club Press, 2002). ISBN 0-595-26376-3